# Manta ignífuga
Una manta ignífuga o manta antiincendios es un dispositivo de seguridad diseñado para extinguir incendios incipientes o pequeños. Consiste en una lámina de material ignífugo que se coloca sobre el fuego con el fin de sofocarlo, al impedir la llegada de oxígeno.

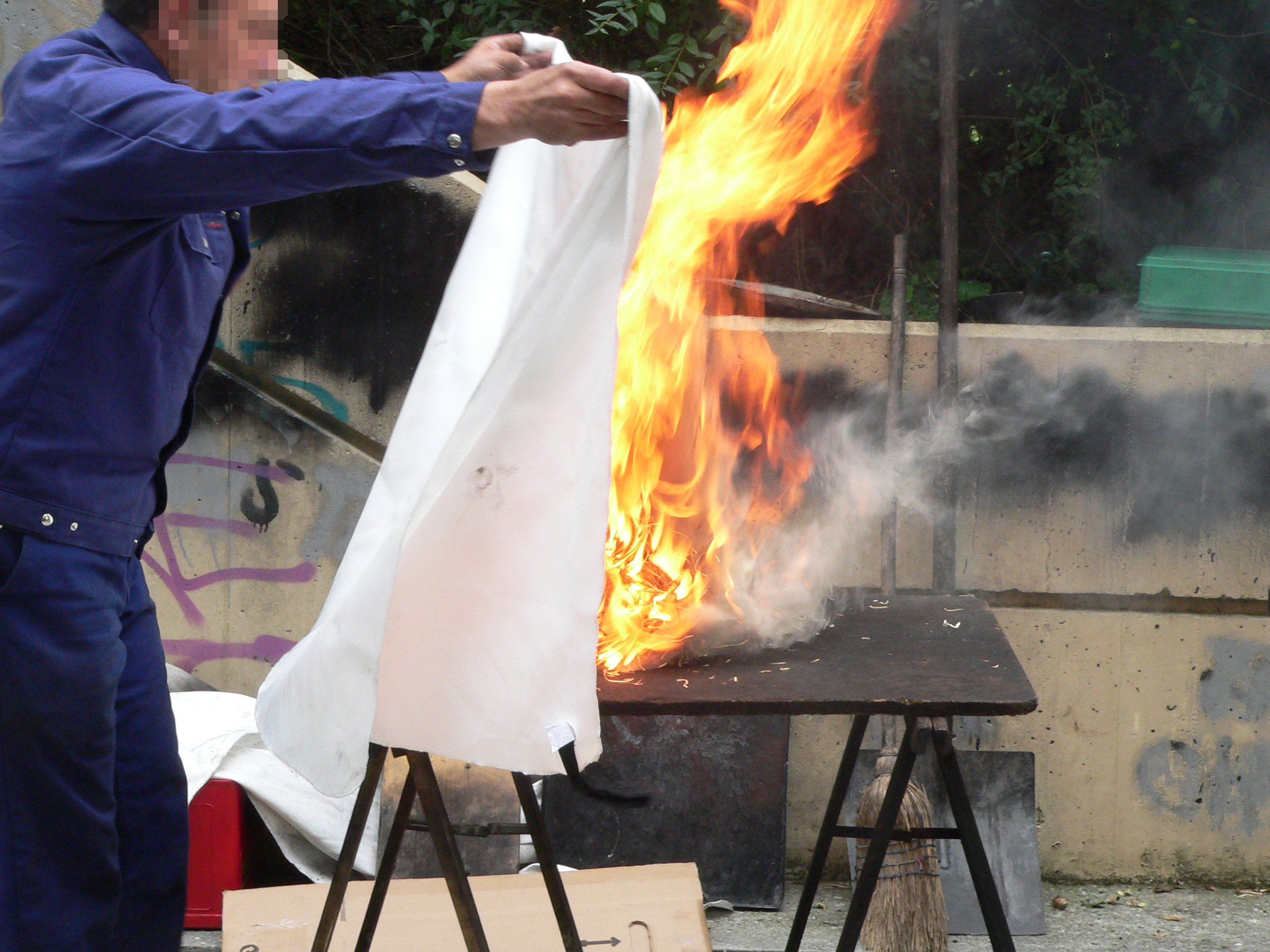
Manta ignífuga: demostración de su uso para apagar un fuego declarado.

## Tipos de mantas ignífugas
Las mantas ignífugas pequeñas, tales como las usadas en cocinas y entornos domésticos, se hacen generalmente de fibra de vidrio, y vienen plegadas dentro de una funda o bolsa de liberación rápida, para facilitar su almacenamiento. Las mantas de Nomex poseen una apariencia y textura similar a una manta convencional, pero están fabricadas con fibras ignífugas, y son inocuas para la piel, los ojos y el aparato respiratorio.
Las mantas ignífugas de mayor tamaño, para su uso en situaciones de laboratorio e industriales, a menudo están hechas de lana (a veces tratada con un líquido retardante de la llama). Estas mantas se montan generalmente en cabinas verticales de liberación rápida para que puedan ser fácilmente retiradas y poder envolverlas alrededor de una persona cuya ropa está en llamas.
Hay mantas especiales para ser usadas por soldadores profesionales que soportan hasta 1600 °C. (Norma ANSI FM-4950)
Un nuevo campo de aplicación de las mantas ignífugas es la extinción de incendios de baterías de litio, como los que pueden producirse en coches eléctricos, scooters eléctricos o bicicletas eléctricas, así como en carretillas elevadoras, ya que son muy difíciles de extinguir de forma permanente con agua de extinción. Ofrecen una solución eficaz para detener el fuego y evitar que se propague aún más.

## Normas NFPA
Algunas mantas contra incendios más antiguas estaban hechas de tejido de fibras de amianto y no tenían clasificación NFPA (National Fire Protection Association; Asociación Nacional de Protección contra Incendios)). La peligrosidad del amianto puede representar un riesgo durante el desmantelamiento de equipos antiguos. Las mantas más recientes están hechos con algodón 100%, no están tratadas con un retardante de llama (como DuPont X-12), pero sin embargo están tratadas con un producto ambientalmente seguro llamado Hartindo AF21 que se conoce como un inhibidor de llama.

Señalización de manta ignífuga

Es importante asegurarse de que una manta ignífuga y en general todo el equipamiento de seguridad contra incendios haya sido puesto a prueba para ver si cumple las regulaciones NFPA, por ejemplo las normas 1997 y 2005.

## Funcionamiento
Para que un fuego se desarrolle, deben estar presente los tres elementos del triángulo del fuego: calor, combustible y oxígeno. Una manta ignífuga debe rodear completamente un objeto en llamas o ser colocada sobre ese objeto en llamas y tapar al máximo la superficie que arde. Ya sea en un caso u otro, el papel de la manta es cortar el suministro de oxígeno al fuego, poniendo fin al mismo.
Al usar una manta ignífuga, es importante protegerse las manos. En la imagen de la parte superior de esta página se muestra el procedimiento correcto: se dobla la manta alrededor de las manos para protegerse del calor, mientras que se aplica sobre o alrededor del fuego.